# Índex de massa corporal

Gràfic IMC

L'Índex de massa corporal (IMC) és una xifra que permet avaluar la corpulència d'una persona tot relacionant-ne la seva massa amb la seva talla.
Va ser desenvolupat pel belga Adolphe Quételet mentre elaborava el seu sistema de "física social" entre els anys 1830 i 1850 (per tant, també es coneix com a Índex de Quételet). La seva fórmula és:
{\displaystyle IMC={\frac {m}{h^{2}}}}
On m és la massa de la persona i h la seva alçària; ambdues introduïdes en unitats del S.I., és a dir, kg i m. La seva interpretació és la següent (aplicable només a persones adultes, per infants la classificació és diferent):
| IMC (kg.m-2) | Interpretació      |
| ------------ | ------------------ |
| menys de 18  | magror             |
| 18 a 25      | corpulència normal |
| 25 a 30      | sobrepès           |
| 30 a 40      | obesitat           |
| més de 40    | obesitat mòrbida   |

Tot i ser una simple eina estadística, és àmpliament emprat com a mesura de l'obesitat o l'estat nutricional, fins i tot per part de l'Organització Mundial de la Salut. Tot i ser una estimació de la presència de greix en una persona, no té en compte les proporcions de massa òssia ni muscular. De fet, podria ser substituït per un assaig d'impedància bioelèctrica, però la realització d'aquest és molt més complexa, mentre que l'alçada i el pes són molt fàcils de mesurar.
El seu valor potencial, a més, varia amb l'edat i el sexe.
El IMC és una eina fiable per detectar possibles problemes de pes, però no és una eina de diagnòstic. Els resultats de la calculadora d'IMC només mostren el percentatge de greix corporal en excés i els problemes de pes. Per estar segurs s'haurien de realitzar proves i avaluacions addicionals.
Per exemple, una persona que tingui un IMC sensiblement alt, però a causa de la seva constitució muscular, pot tenir un percentatge molt baix de greix corporal. En general, si una persona cau en la categoria d'obès, és probable que tingui excés de greix i pes.